# Laguna Glaciar
A Laguna Glaciar (Em Português:Lagoa Glacial) é uma lagoa glaciar que está localizada perto da cidade de Sorata, no departamento de La Paz, Bolívia. Localiza-se no Maciço Illampu-Ancohuma a uma altura de 5.038 metros acima do nível do mar, junto à geleira de 30 metros de altura, é o 16º lago mais alto do mundo e o terceiro Bolívia. Suas dimensões são de 780m de comprimento por 360m de largura e 0,2 km² de superfície ou 20 hectares.
O lago e a superfície da geleira têm diminuído ao longo dos últimos 50 anos devido o aquecimento global.